# فورست هيلز (كارولاينا الشمالية)
فورست هيلز (بالإنجليزية: Forest Hills, North Carolina)‏ هي قرية تقع في الولايات المتحدة في مقاطعة جاكسون. يقدر عدد سكانها بـ 365 نسمة ومساحتها 1.3 كم2 وترتفع عن سطح البحر 701 متر.

## التركيبة السكانية
حدّد مكتب تعداد الولايات المتحدة بيانات التركيبة السكانية لفورست هيلز في تعداد الولايات المتحدة. في ما يلي، التركيبة السكانية حسب تعدادي 2000 و2010.

### تعداد عام 2000
بلغ عدد سكان فورست هيلز 330 نسمة بحسب تعداد عام 2000، وبلغ عدد الأسر 156 أسرة وعدد العائلات 75 عائلة مقيمة في القرية. في حين سجلت الكثافة السكانية 257.8 نسمة لكل كيلومتر مربع (667.7/ميل2). وبلغ عدد الوحدات السكنية 182 وحدة بمتوسط كثافة قدره 142.2 لكل كيلومتر مربع (368.3/ميل2).
وتوزع التركيب العرقي للقرية بنسبة 96.06% من البيض و2.42% من الأمريكيين الأفارقة و0.30% من الأمريكيين الأصليين و0.61% من الأمريكيين ذوي الأصول الآسيوية و0.30% من الأعراق الأخرى و0.30% من عرقين مختلطين أو أكثر و1.21% من الهسبانيون أو اللاتينيون من أي عرق.
بلغ عدد الأسر 156 أسرة كانت نسبة 16.7% منها لديها أطفال تحت سن الثامنة عشر تعيش معهم، وبلغت نسبة الأزواج القاطنين مع بعضهم البعض 44.2% من أصل المجموع الكلي للأسر، ونسبة 1.9% من الأسر كان لديها معيلات من الإناث دون وجود شريك،  بينما كانت نسبة 1.9% من الأسر لديها معيلون من الذكور دون وجود شريكة وكانت نسبة 51.9% من غير العائلات. تألفت نسبة 31.4% من أصل جميع الأسر من عدة أفراد يعيشون في نفس المنزل ونسبة 5.1% كانت تتألف من شخص يعيش بمفرده يبلغ من العمر 65 عاماً أو أكثر. وبلغ متوسط حجم الأسرة المعيشية 2.12، أما متوسط حجم العائلات فبلغ 2.69.
بلغ العمر الوسطي للسكان 34.8 عاماً. وكانت نسبة 13.9% من القاطنين تحت سن الثامنة عشر، وكانت نسبة 27.9% بين الثامنة عشر والرابعة والعشرين عاماً، ونسبة 14.5% كانت واقعةً في الفئة العمرية ما بين الخامسة والعشرين والرابعة والأربعين عاماً، ونسبة 30.3% كانت ما بين الخامسة والأربعين والرابعة والستين، ونسبة 13.3% كانت ضمن فئة الخامسة والستين عاماً فما فوق. يوجد لكل 100 أنثى 103.7 ذكر، ويوجد لكل 100 أنثى في الثامنة عشر من عمرها فما فوق 102.9 ذكر.
بلغ متوسط دخل الأسرة في القرية 45,000 دولارًا، أما متوسط دخل العائلة فبلغ 64,375 دولارًا. وكان متوسط دخل الذكور 38,750 دولارًا مقابل 31,500 دولارًا للإناث. وسجل دخل الفرد الخاص بالقرية 25,949 دولارًا. وكانت نسبة 0% من العائلات ونسبة 18.3% من السكان تحت خط الفقر، وكان من هؤلاء نسبة 0% تحت سن الثامنة عشر ونسبة 0% في الخامسة والستين من العمر وما فوق.

### تعداد عام 2010
بلغ عدد سكان فورست هيلز 365 نسمة بحسب تعداد عام 2010، وبلغ عدد الأسر 201 أسرة وعدد العائلات 78 عائلة مقيمة في القرية. في حين سجلت الكثافة السكانية 285.2 نسمة لكل كيلومتر مربع (738.7/ميل2). وبلغ عدد الوحدات السكنية 226 وحدة بمتوسط كثافة قدره 176.6 لكل كيلومتر مربع (457.4/ميل2).
وتوزع التركيب العرقي للقرية بنسبة 92.05% من البيض و4.11% من الأمريكيين الأفارقة و0.55% من الأمريكيين الأصليين و0.82% من الأمريكيين ذوي الأصول الآسيوية و1.37% من الأعراق الأخرى و1.10% من عرقين مختلطين أو أكثر و4.93% من الهسبانيون أو اللاتينيون من أي عرق.
بلغ عدد الأسر 201 أسرة كانت نسبة 10.9% منها لديها أطفال تحت سن الثامنة عشر تعيش معهم، وبلغت نسبة الأزواج القاطنين مع بعضهم البعض 34.3% من أصل المجموع الكلي للأسر، ونسبة 2% من الأسر كان لديها معيلات من الإناث دون وجود شريك،  بينما كانت نسبة 2.5% من الأسر لديها معيلون من الذكور دون وجود شريكة وكانت نسبة 61.2% من غير العائلات. تألفت نسبة 47.8% من أصل جميع الأسر من عدة أفراد يعيشون في نفس المنزل ونسبة 9% كانت تتألف من شخص يعيش بمفرده يبلغ من العمر 65 عاماً أو أكثر. وبلغ متوسط حجم الأسرة المعيشية 1.82، أما متوسط حجم العائلات فبلغ 2.62.
بلغ العمر الوسطي للسكان 43.9 عاماً. وكانت نسبة 9.9% من القاطنين تحت سن الثامنة عشر، وكانت نسبة 20% بين الثامنة عشر والرابعة والعشرين عاماً، ونسبة 21.9% كانت واقعةً في الفئة العمرية ما بين الخامسة والعشرين والرابعة والأربعين عاماً، ونسبة 25.5% كانت ما بين الخامسة والأربعين والرابعة والستين، ونسبة 22.7% كانت ضمن فئة الخامسة والستين عاماً فما فوق. وتوزع التركيب الجنسي للسكان بنسبة 53.4% ذكور و46.6% إناث.